# آونگ شبکه‌ای

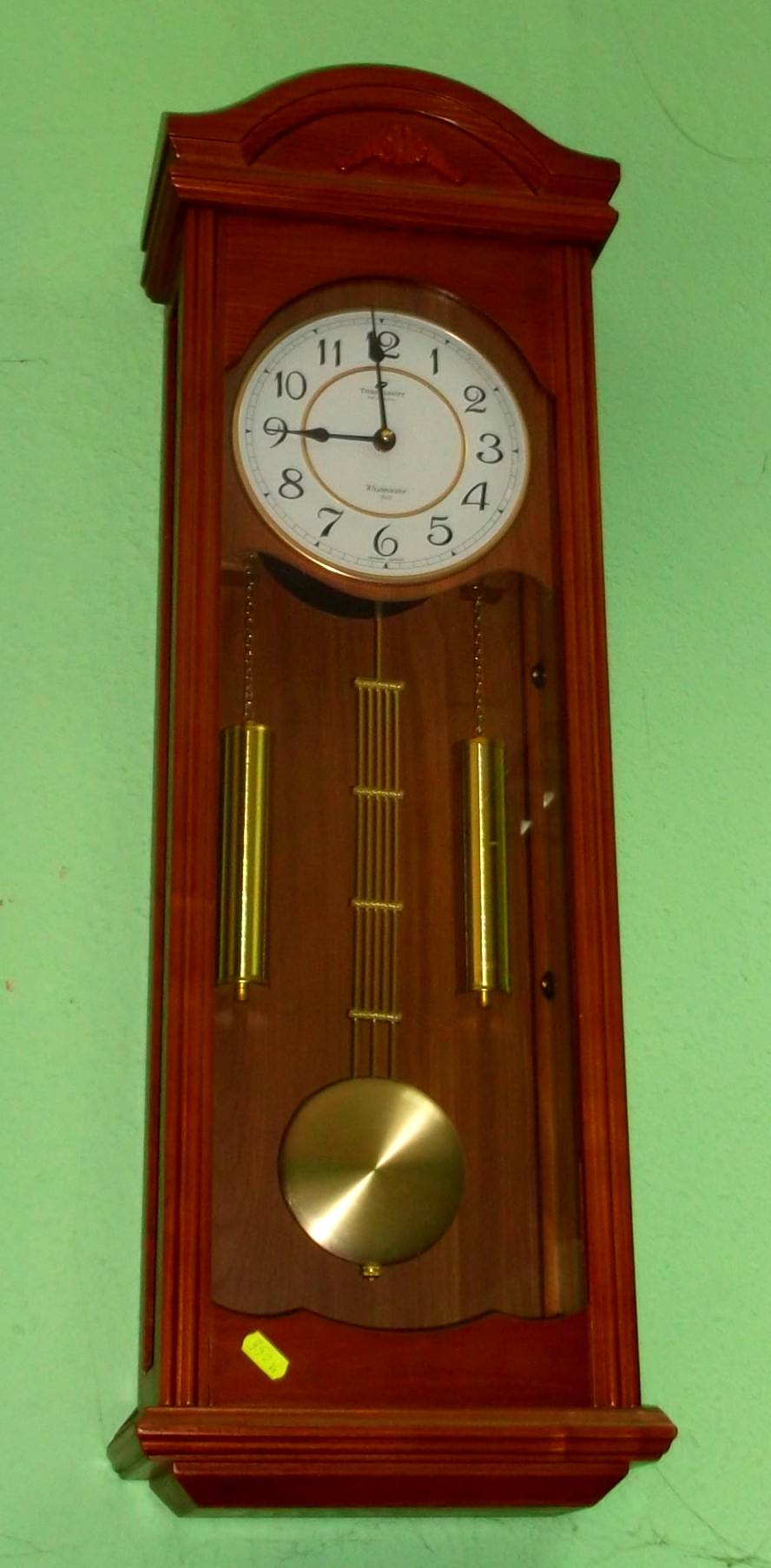
ساعت دیواری با آونگ شبکه‌ای پنج‌میله‌ای

آونگ شبکه‌ای (انگلیسی: Gridiron pendulum) یک نوع آونگ ساعت است که برای جبران اثر تغییرات دما بر روی دقت ساعت طراحی شده است. این آونگ در قرن هجدهم توسط جان هریسون، ساعت‌ساز بریتانیایی، اختراع شد.

## ساختار
آونگ شبکه‌ای از چندین میله عمودی ساخته شده است که به صورت متناوب از فلزات با ضریب انبساط حرارتی متفاوت (معمولاً فولاد و برنج) تشکیل شده‌اند. این میله‌ها به گونه‌ای به یکدیگر متصل شده‌اند که انبساط و انقباض آنها در اثر تغییرات دما، یکدیگر را خنثی می‌کند و در نتیجه طول مؤثر آونگ ثابت می‌ماند. این امر باعث می‌شود که دوره تناوب آونگ و در نتیجه دقت ساعت، تحت تأثیر تغییرات دما قرار نگیرد.

## کاربرد
آونگ شبکه‌ای در طول انقلاب صنعتی به‌طور گسترده در ساعت‌های دقیق، به ویژه در ساعت‌های تنظیم‌کننده (رگولاتور) که به عنوان استانداردهای زمانی در کارخانه‌ها، آزمایشگاه‌ها، ساختمان‌های اداری، ایستگاه‌های راه‌آهن و ادارات پست استفاده می‌شدند، به کار گرفته شد. این آونگ‌ها به دلیل دقت بالا و قابلیت جبران دما، نقش مهمی در پیشرفت صنعت و فناوری ایفا کردند.

## اهمیت
آونگ شبکه‌ای یک اختراع مهم در تاریخ ساعت‌سازی است که به بهبود قابل توجه دقت ساعت‌های مکانیکی کمک کرد. این آونگ به عنوان نمادی از دقت و قابلیت اطمینان در زمان‌سنجی شناخته می‌شود. اگرچه امروزه ساعت‌های کوارتز و اتمی جایگزین ساعت‌های آونگی شده‌اند، اما آونگ شبکه‌ای همچنان به عنوان یک شاهکار مهندسی و یک یادگار تاریخی ارزشمند است.

## نحوه کار
آونگ شبکه‌ای به گونه‌ای ساخته شده است که میله‌های با انبساط حرارتی بالا (روی یا برنج) هنگام انبساط، آونگ را کوتاه‌تر می‌کنند، در حالی که میله‌های فولادی با انبساط کم آونگ را بلندتر می‌کنند. با استفاده از نسبت صحیح طول‌ها، انبساط بیشتر میله‌های روی یا برنج دقیقاً طول بیشتر میله‌های فولادی کم انبساط را جبران می‌کند و طول آونگ با تغییرات دما ثابت می‌ماند.
ساده‌ترین شکل آونگ شبکه‌ای، که توسط جان اسمیتون در حدود سال ۱۷۵۰ به عنوان پیشرفتی برای آونگ هریسون معرفی شد، از پنج میله، ۳ میله فولادی و دو میله روی تشکیل شده است. یک میله فولادی مرکزی از وزنه تا نقطه‌ای درست زیر سیستم تعلیق بالا می‌رود.
در آن نقطه، یک قطعه متقاطع (پل میانی) از میله مرکزی امتداد می‌یابد و به دو میله روی، یکی در هر طرف میله مرکزی متصل می‌شود که به سمت پایین می‌رسد و به پل پایینی درست بالای وزنه ثابت می‌شود. پل پایینی میله مرکزی را آزاد می‌کند و به دو میله فولادی دیگر متصل می‌شود که به سمت پل بالایی متصل به سیستم تعلیق می‌روند. همان‌طور که میله‌های فولادی در اثر گرما منبسط می‌شوند، پل پایینی نسبت به سیستم تعلیق پایین می‌آید و وزنه نسبت به پل میانی پایین می‌آید. با این حال، پل میانی نسبت به پل پایینی بالا می‌رود زیرا انبساط بیشتر میله‌های روی، پل میانی و در نتیجه وزنه را به سمت بالا می‌برد تا با افت ترکیبی ناشی از انبساط فولاد مطابقت داشته باشد.
به عبارت ساده، انبساط رو به بالای روی، انبساط رو به پایین ترکیبی فولاد (که طول کلی بیشتری دارد) را خنثی می‌کند. طول میله‌ها به گونه‌ای محاسبه می‌شود که طول مؤثر میله‌های روی ضربدر ضریب انبساط حرارتی روی برابر با طول مؤثر میله‌های فولادی ضربدر ضریب انبساط آهن باشد، در نتیجه طول آونگ ثابت می‌ماند.
آونگ اصلی هریسون از میله‌های برنجی استفاده می‌کرد (در آن زمان روی خالص در دسترس نبود). این‌ها به میله‌های بیشتری نیاز داشتند زیرا برنج به اندازه روی منبسط نمی‌شود. به جای یک میله انبساط بالا در هر طرف، دو میله در هر طرف مورد نیاز است که در مجموع به ۹ میله، پنج فولاد و چهار برنج نیاز دارد. میزان دقیق جبران را می‌توان با داشتن بخشی از میله مرکزی که تا حدی برنجی و تا حدی فولادی است، تنظیم کرد. اینها با هم همپوشانی دارند (مانند یک ساندویچ) و توسط یک پین که از هر دو فلز عبور می‌کند به هم متصل می‌شوند. تعدادی سوراخ برای پین در هر دو قسمت ایجاد می‌شود و حرکت پین به بالا یا پایین میله، میزان برنجی و فولادی بودن میله ترکیبی را تغییر می‌دهد.
در اواخر قرن نوزدهم، شرکت Dent یک نسخه لوله‌ای از گری‌دایرون روی را توسعه داد که در آن چهار میله بیرونی با دو لوله متحدالمرکز جایگزین شدند که توسط یک مهره لوله‌ای که می‌توانست به بالا و پایین پیچ شود برای تغییر درجه جبران به هم متصل می‌شدند.
در دهه ۱۷۳۰، جان الیکوت، ساعت‌ساز، نسخه‌ای را طراحی کرد که تنها به ۳ میله، دو برنج و یک فولاد (به نقاشی مراجعه کنید) نیاز داشت، که در آن میله‌های برنجی با افزایش دما منبسط می‌شدند و به اهرم‌هایی فشار می‌آوردند که وزنه را بلند می‌کردند. آونگ الیکوت استفاده چندانی نداشت.

## معایب
دانشمندان در دهه ۱۸۰۰ دریافتند که آونگ شبکه‌ای دارای معایبی است که آن را برای ساعت‌های با بالاترین دقت نامناسب می‌کند. اصطکاک میله‌هایی که در سوراخ‌های قاب می‌لغزند باعث می‌شد که میله‌ها به جای حرکت صاف، در یک سری پرش‌های کوچک با تغییرات دما تنظیم شوند. این باعث می‌شد که سرعت آونگ و در نتیجه ساعت با هر پرش به‌طور ناگهانی تغییر کند. بعدها مشخص شد که روی از نظر ابعادی خیلی پایدار نیست. در معرض خزش است؛ بنابراین، نوع دیگری از آونگ با جبران دما، آونگ جیوه‌ای که در سال ۱۷۲۱ توسط جورج گراهام اختراع شد، در ساعت‌های با بالاترین دقت استفاده شد.
تا سال ۱۹۰۰، دقیق‌ترین ساعت‌های تنظیم‌کننده نجومی از میله‌های آونگ از مواد با انبساط حرارتی کم مانند اینوار و کوارتز ذوب شده استفاده می‌کردند.